# هارون غروم
هارون غروم (بالإنجليزية: Aaron Groom)‏ هو لاعب دوري الرغبي أسترالي، ولد في 23 يونيو 1987 في سوفا في فيجي.

## روابط خارجية
- هارون غروم على موقع ItsRugby.co.uk (الإنجليزية)